# Platz der Türme

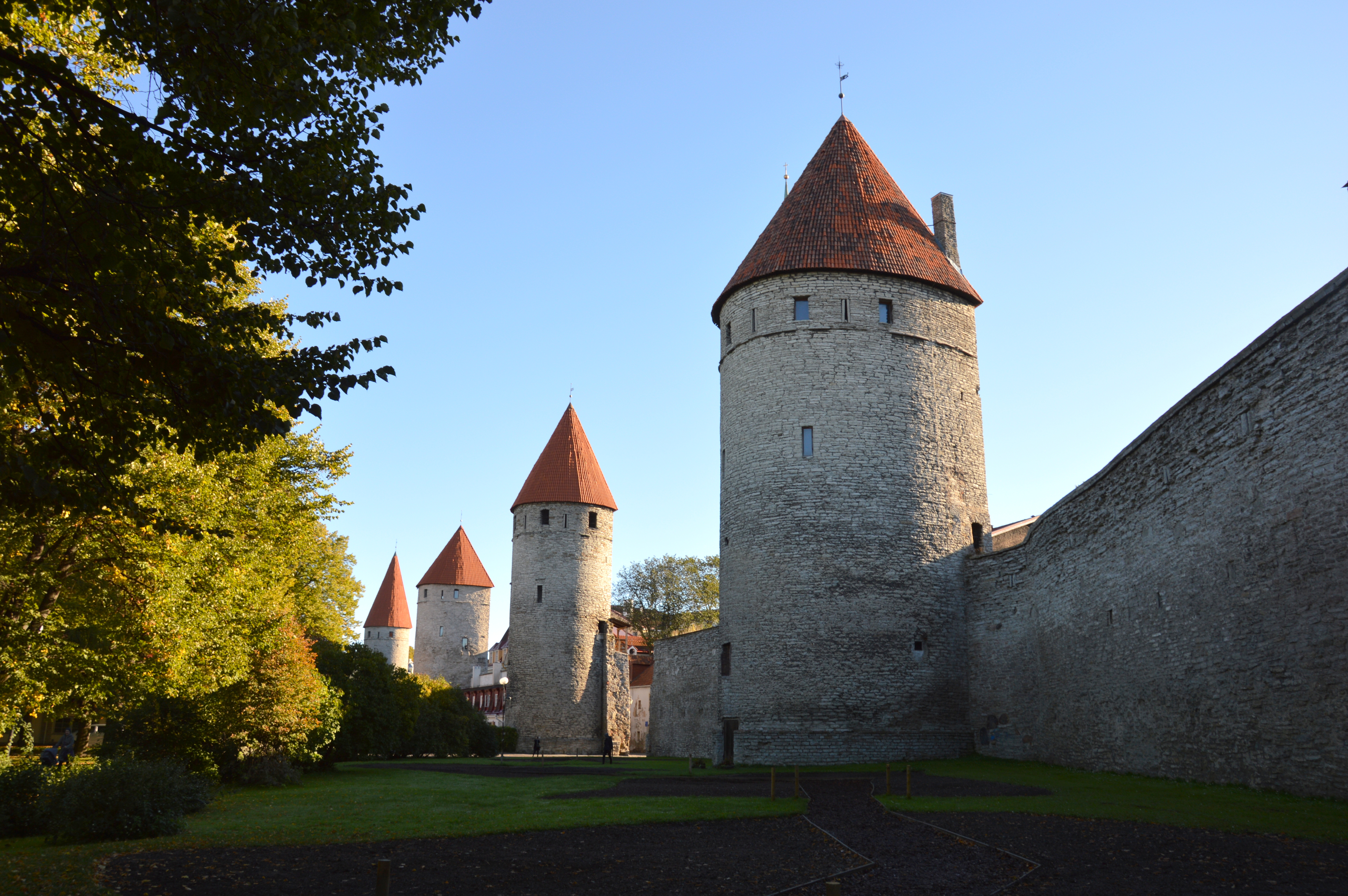
Platz der Türme, Blick von Süden auf Reeperbahn Turm, Plate-Turm, Epping-Turm und den Turm hinter Grusbeke (von vorn nach hinten), 2016

Der Platz der Türme (estnisch Tornide väljak) ist ein Platz in der estnischen Hauptstadt Tallinn (Reval).
Er befindet sich nordwestlich der Revaler Altstadt unmittelbar vor der historischen Revaler Stadtbefestigung. Der Name des mit ausgedehnten Grünflächen gestalteten Platzes leitet sich von der hohen Zahl der Wehrtürme ab, die östlich des Platzes stehen. Insgesamt sind vom Platz aus sieben Wehrtürme zu sehen. Hierbei handelt es sich von Süden nach Norden um den Goldenen Fuß, den Turm hinter den Süstern, den Loewenschede-Turm, den Reeperbahnturm, den Plate-Turm, den Epping-Turm und den Turm hinter Grusbeke. Der Platz ist aus dem ehemaligen Schussfeld im Vorfeld der Stadtbefestigung entstanden.
Aufgrund der Lage vor dem eindrucksvollen Panorama der Stadtbefestigung kommt dem Platz eine touristische Bedeutung zu. Im Umfeld des Platzes findet jährlich die Gartenkunstausstellung Lillefestival statt.